# Gabbione

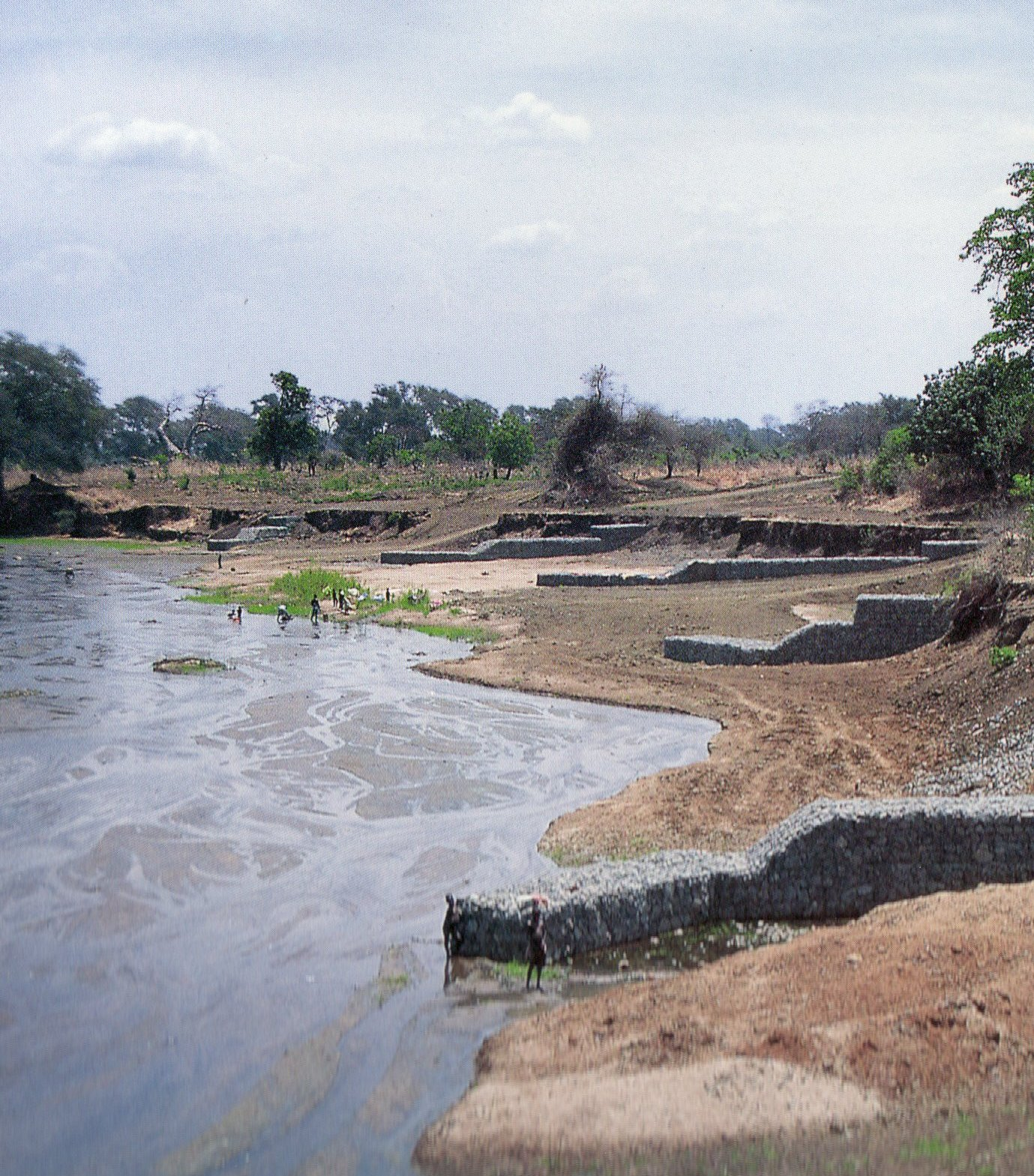
Pennelli fluviali trasversali costruiti con i gabbioni

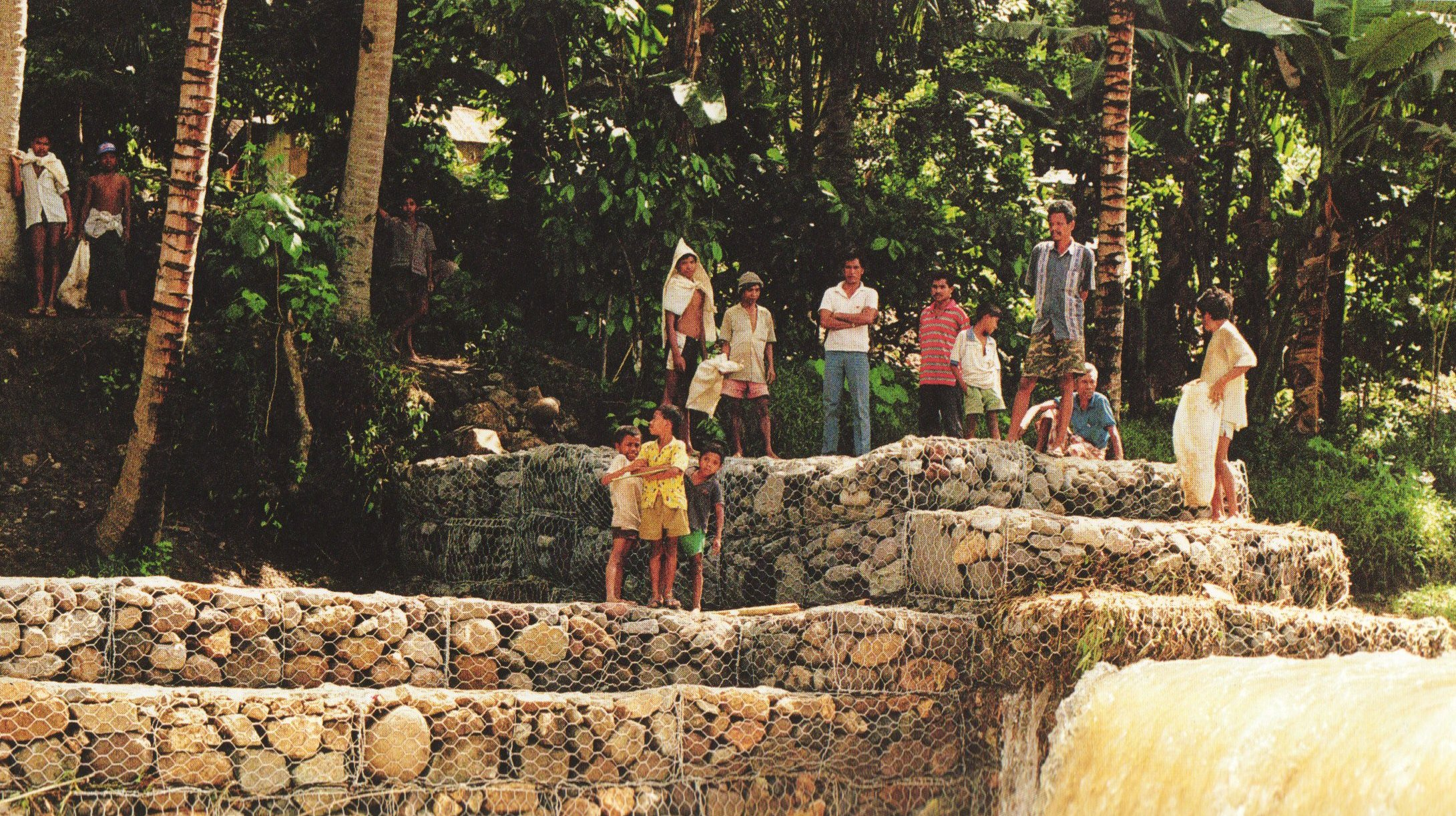
Gabbionata in una foresta peruviana

Il gabbione in ingegneria è un contenitore di rete metallica riempito di ciottoli e pietre. 
Ideato da Egidio Palvis, Ingegnere del Corpo Reale del Genio Civile dal 1880 al 1929.

## Tecnica
I primi gabbioni a forma cilindrica furono costruiti ed installati da Maccaferri, aventi lo scopo iniziale di arginare la piena del fiume Reno, nella città di Bologna.
La rete metallica è a maglia esagonale con filo ritorto per evitare che il cedimento di qualche filo faccia smagliare una parte estesa del gabbione con fuoruscita del pietrame. 
Questo tipo di opera è molto funzionale vista la sua adattabilità alla conformazione dei versanti. 
Inoltre il gabbione è molto adatto ad essere rinverdito e a favorire la vita di macro e micro invertebrati.
La costruzione del gabbione non richiede una perizia particolare. L'impatto ambientale è minimo in quanto è possibile realizzarlo col pietrame naturale del luogo. Nel tempo può ricoprirsi di terriccio sul quale spontaneamente tende a crescere la vegetazione che nasconde il manufatto.
I gabbioni fino a 30 cm di spessore sono detti materassi, o materassi Reno, dal nome del fiume nei pressi di Bologna sul quale si iniziò ad impiegarli alla fine del secolo XIX. Il materasso di tipo Reno è in genere rinforzato da maglie intrecciate trasversali.

## Usi
- Muri di sostegno: il vantaggio dei muri di sostegno realizzati con gabbioni è quello di avere una struttura flessibile, quindi capace di adattarsi ad eventuali cedimenti differenziali del terreno senza spaccarsi come succede con i muri in calcestruzzo o in muratura.
- Protezione dei fiumi: nei fiumi le gabbionate vengono utilizzate per proteggere le sponde dalla erosione del corso d'acqua, specie nei tratti all'esterno di anse del fiume dove l'erosione è più intensa.